# Лептура красногрудая
Лептура красногрудая (лат. Leptura thoracica) — вид жуков из семейства усачей и подсемейства усачиков. Включают в состав подрода Macroleptura, который рассматривают иногда как самостоятельный род.

## Описание
Жук длиной от 18 до 30 мм. Время лёта взрослого жука с июня по август, на территории Польши обычно с июня по июль. Самка жука крупнее самца, и имеет чёрные надкрылья в отличие от полностью красного сверху самца. 

## Распространение
Распространён на обширной территории от Европы (Финляндия, Польша, Словакия, Балканский полуостров) до Китая, Монголии, Кореи и Японии.

## Экология и местообитания
Жизненный цикл вида длится три-четыре года, личинка это время живёт в отмершей стоячей древесине. Кормовыми растениями являются широколиственными деревьями: тополь (Populus), берёза (Betula) и липа (Tilia), реже могу быть хвойные.